# Willie Green (Rennfahrer)

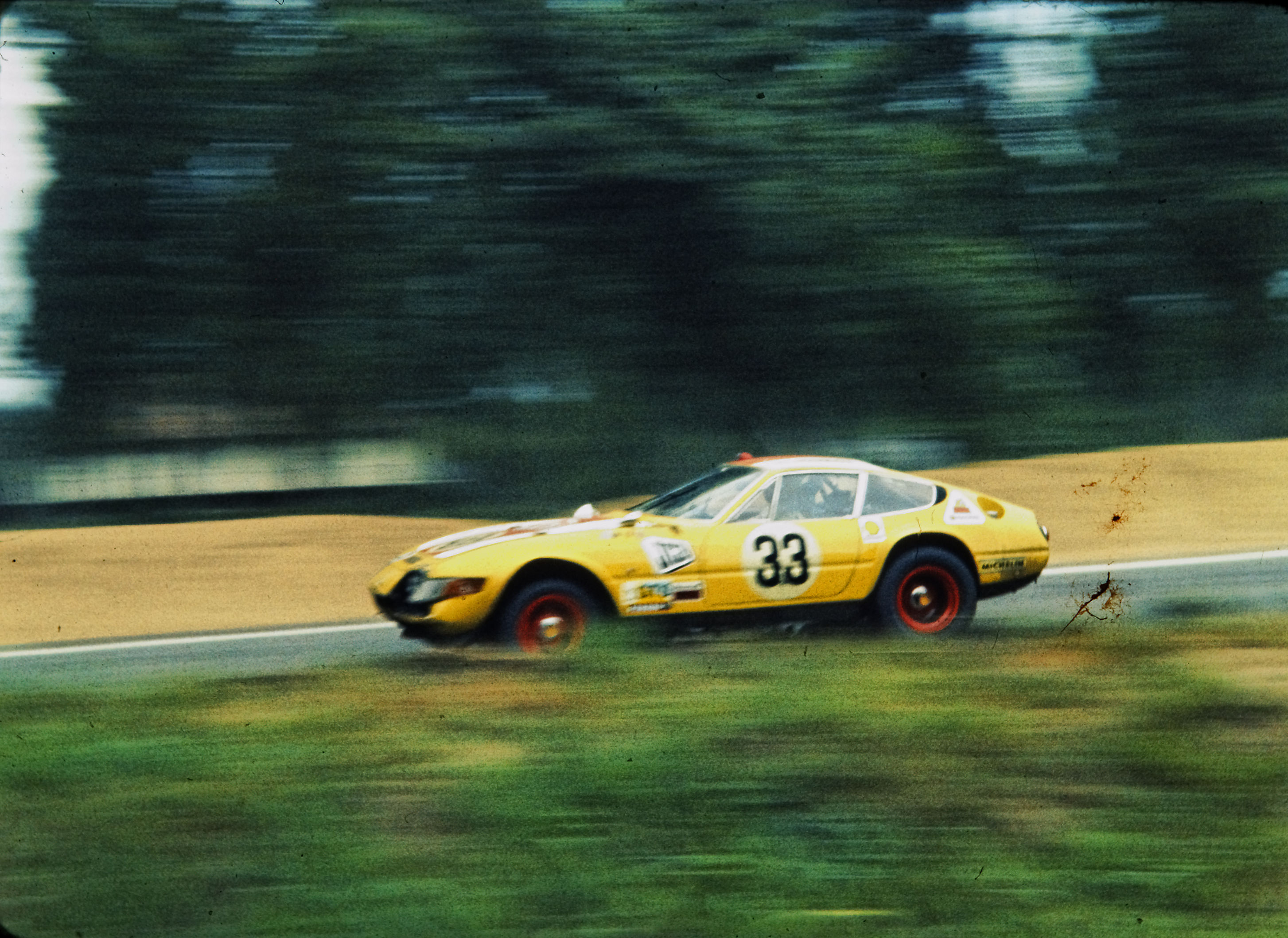
Willie Green im Ferrari 365 GTB/4 Competizione beim 24-Stunden-Rennen von Le Mans 1973

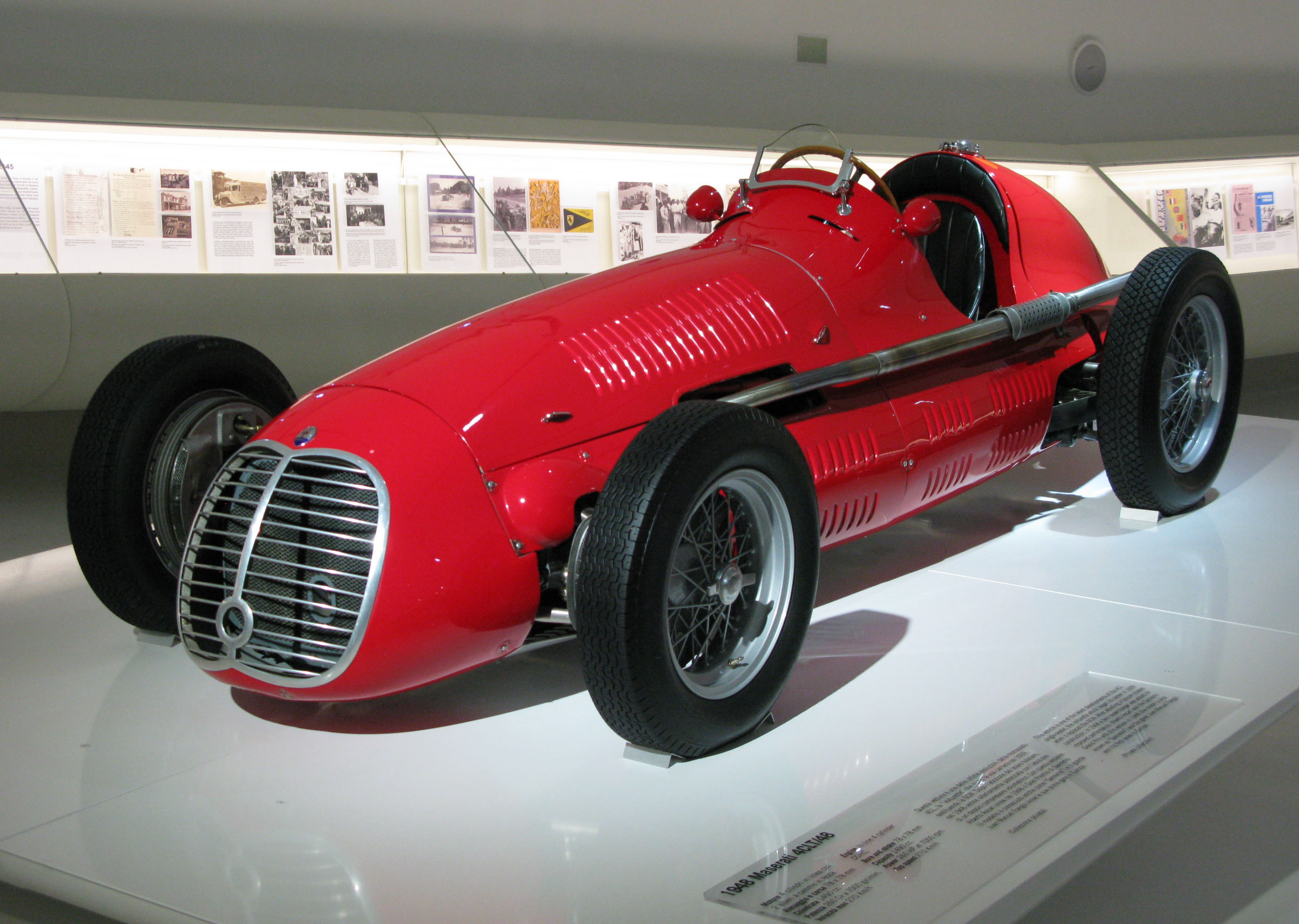
Mit einem Maserati 4CLT verunglückte Willie Green 2005 beim Goodwood Festival of Speed schwer

Malcolm William „Willie“ Green (* 18. Juli 1943 in Belper) ist ein ehemaliger britischer Autorennfahrer.

## Karriere
Die vier Jahrzehnte umfassende Rennkarriere von Willie Green endete 2005 spektakulär. Beim Goodwood Festival of Speed fuhr Green seinen 1948er Maserati 4CLT. Irritiert von einer im Zuschauerbereich umfallenden Kamera, verlor er die Herrschaft über den Maserati, der daraufhin gegen eine Barriere prallte. Green stürzte aus dem Cockpit und wurde vom weiterrollenden Wagen an den Beinen überfahren. Das Ergebnis waren ein Knöchelbruch, Bänderverletzungen an den Knien, Prellungen und Blutergüsse. Die Rekonvaleszenz dauerte drei Monate. 2009 verklagte er Green Sunset & Vine Productions Ltd.  – das Medienunternehmen hatte die Kamera installiert – auf mehrere 100.000 Pfund Sterling Schadenersatz. Die Klage wurde abgewiesen.
Willie Green wurde während des Zweiten Weltkriegs geboren. Sein Vater Wilfried Green war vermögender Textilunternehmer und Herrenfahrer. Er startete für Lea-Francis und Austin und war einer der Gründer der Rennstrecke im Donington Park. In den 1930er-Jahren fuhr er vor den Rennen mit seinem Lea-Francis die Rennbahn ab, um den Streckenzustand zu überprüfen. Nach der Schulzeit sollte Willie Green ins familieneigene Unternehmen einsteigen, das sein Vater jedoch verkaufte. Mit seinem Erbanteil startete er die Fahrerkarriere.
Sein erster Rennwagen war ein Triumph TR3, mit dem er 1963 bei Clubrennen startete. Auf den Triumph folgten ein Mini und ein Lotus Elite, den er dem Rennfahrer John Wagstaff abgekauft hatte. 1966 gewann er auf einem Ginetta G12 21 nationale Rennen und etablierte sich als Tourenwagenpilot. Er startete in der Tourenwagen-Europa- und der Sportwagen-Weltmeisterschaft. Gute Platzierungen gelangen ihm in der Interserie, wo er beim 200-Meilen-Rennen von Silverstone 1972 hinter Leo Kinnunen (Porsche 917/10) auf einem Ferrari 512M Gesamtzweiter wurde. Sein größter Erfolg in Sportwagenrennen war der dritte Gesamtrang beim 1000-km-Rennen von Paris 1968, gemeinsam mit Peter Sadler im Ford GT40. Eines seiner letzten Rennen als Profirennfahrer was das 24-Stunden-Rennen von Le Mans 1973, das er gemeinsam mit Neil Corner auf einem Ferrari 365 GTB/4 bestritt. Der Einsatz endete nach einem Getriebeschaden vorzeitig. Jahre später kehrte er mit einem Jaguar D-Type als Fahrer historischer Fahrzeuge nach Le Mans zurück. In den frühen 1970er-Jahren hatte er mit dem Autohandel begonnen und sich auf historische Rennwagen spezialisiert. Er fuhr oftmals einen Maserati 250F, einen 300S sowie unter anderem Sportwagen von Ferrari, Lotus und Aston Martin. Eine besondere Ehre war der Start mit dem Mercedes-Benz W 196 beim historischen Großen Preis von Monaco.

## Statistik

### Le-Mans-Ergebnisse
| Jahr | Team                         | Fahrzeug          | Teamkollege | Platzierung | Ausfallgrund    |
| ---- | ---------------------------- | ----------------- | ----------- | ----------- | --------------- |
| 1973 | J.C. Bamford Excavators Ltd. | Ferrari 365 GTB/4 | Neil Corner | Ausfall     | Getriebeschaden |

### Einzelergebnisse in der Sportwagen-Weltmeisterschaft
| Saison | Team               | Rennwagen         | 1   | 2   | 3   | 4   | 5   | 6   | 7   | 8   | 9   | 10  |
| ------ | ------------------ | ----------------- | --- | --- | --- | --- | --- | --- | --- | --- | --- | --- |
| 1968   | Peter Sadler       | Ford GT40         | DAY | SEB | BRH | MON | TAR | NÜR | SPA | WAT | ZEL | LEM |
| 1968   | Peter Sadler       | Ford GT40         |     |     |     |     |     | 22  | 9   |     |     |     |
| 1969   | W. J. Tee          | Ginetta G16       | DAY | SEB | BRH | MON | TAR | SPA | NÜR | LEM | WAT | ZEL |
| 1969   | W. J. Tee          | Ginetta G16       | DNF |     |     |     |     |     |     |     |     |     |
| 1973   | Bamford Excavators | Ferrari 365 GTB/4 | DAY | VAL | DIJ | MON | SPA | TAR | NÜR | LEM | ZEL | WAT |
| 1973   | Bamford Excavators | Ferrari 365 GTB/4 |     |     |     |     | DNF |     |     |     |     |     |